# Miconia laeta
Miconia laeta är en tvåhjärtbladig växtart som beskrevs av Célestin Alfred Cogniaux. Miconia laeta ingår i släktet Miconia och familjen Melastomataceae. Inga underarter finns listade i Catalogue of Life.